# 罗伯特·萨维斯
罗伯特·C·萨维斯（Robert Christopher Sarvis，1976年9月15日—），生于弗吉尼亚州费尔法克斯郡，是2013年弗吉尼亚州长选举的自由意志党候选人。